# Alloplasta burmensis
Alloplasta burmensis är en stekelart som beskrevs av Dali Chandra och Gupta 1977. Alloplasta burmensis ingår i släktet Alloplasta och familjen brokparasitsteklar. Inga underarter finns listade i Catalogue of Life.